# Маленькие певцы Армении
«Маленькие певцы Армении» (основан 6 ноября 1992 года) — детский хор. Хор активно выступает в Армении и за рубежом. Участвовал во многих международных фестивалях, правительственных проектах и благотворительных концертах. Основатель и художественный руководитель хора Тигран Экекян.

## Описание
Хор «Маленькие певцы Армении» был создан в 1992 году при содействии международной ассоциации «Армянские маленькие певцы» и Муниципалитета города Еревана. Участниками хора являются дети города Еревана и прилегающих районов. В репертуаре присутствуют произведения композиторов античности, Средневековья, эпохи Возрождения, а также классические, народные, джазовые, современные произведения.
Хор принимает активное участие в культурной жизни Республики, выступая с многочисленными благотворительными концертами в Великобритании, Франции, Германии, Швеции, Швейцарии, Бельгии, России, Латвии, Польше, Греции, Кипре, Японии, Южной Африке, Канаде, 20 штатах США, Дании и Нидерландах.

## Мероприятия
Помимо конкурсов, хор принимал участие в различных международных фестивалях, включая, помимо прочего, Европейский фестиваль молодёжных хоров (Базель, Швейцария, 1995, 2014), Гонконг и Пекинские международные фестивали (Китай, 1999), Golden Ferry (Сочи, Россия, 2001), Международный фестиваль «Димитрия» (Салоники, Греция, 2002), Армяно-американский хоровой фестиваль «Песнь единства» (Армения, 2004, 2006), «Дружба детей на планете» (Москва, Россия, 2010) и «Пусть будущее» Международный фестиваль Sing (Стокгольм, Швеция, 2012), 5-й детский хоровой фестиваль (Салоники, Греция, 2015), Хоровой фестиваль во Фрибурге (Швейцария, 2016), хоровой фестиваль «Абу-Гош» (Израиль, 2017), Международный детский хоровой фестиваль (Дрезден, Германия, 2018), Тбилисский фестиваль хоровой музыки (Грузия, 2018).
В рамках 150-летия Комитаса, хор «Маленькие певцы Армении» получил приглашение от детского хора «Гевандаус» в Лейпциг и детского хора литвы «Угнеле» (2019).
Также хор участвовал в EXPO 2000 (Ганновер, Германия) и Шестом Всемирном симпозиуме по хоровой музыке (Миннеаполис, Миннесота, США, 2002).
Хор «Маленькие певцы Армении» выступает с концертами под руководством знаменитых дирижёров, участвует в важных государственных программах, в числе которых мероприятия в рамках «Дней армянской культуры в России»; концерт в Кремлёвском дворце в честь открытия «Года России в Армении», концерты, приуроченные ко Дням Франции в Армении («Armenie mon amie»), концерт «Азнавур и его друзья», состоявшийся на площади Республики в Ереване; концерт в опере Garnier в рамках проводившегося во Франции «Года Армении», концерты в Софии в рамках «Года Армении в Болгарии» (2010), официальные мероприятия, посвящённые 100-летию Геноцида армян в Армении (2015), на торжественной церемонии визита Папы Франциска в Армению (2016 г.), на торжественной церемонии открытия семнадцатого саммита Франкофонии (2018).

## Награды
Хор «Маленькие певцы Армении» и его солисты участвовали в различных мероприятиях международных конкурсах, каждый раз занимая призовые места: 2 золотые медали в конкурсе «Айстедфод» (Рудепурт, ЮАР, 1993 г.), серебряная медаль в конкурсе «Айстедфод» (Ланголлен, Великобритания, 1994 г.), Гран-при, 2 золотые и серебряная медали в конкурсе «Голдн гейт» (Сан-Франциско, США, 1995 г.).
2001 году хор «Маленькие Певцы Армении» был удостоен почётного звания «Европейский Посол Культуры», а в 2002 году Всемирная федерация хорового искусства признала «Маленьких певцов Армении» одним из лучших хоров мира.
Хор «Маленькие певцы Армении» был удостоен высших наград премьер-министра и Министерства культуры РА. А Европейская Академия естественных наук наградила академика Тиграна Экекяна и хор серебряной медалью «Леонардо Да Винчи».
Фестиваль «Комитас» был основан международной ассоциацией «Армянские маленькие певцы». Фестиваль является ежегодным и включает в себя различные проекты, которые регулярно проводятся под высоким покровительством Его Святейшества или Министерства культуры Республики Армения.

## Записи
У хора есть несколько записей, среди которых Парсег Ганатчян: Полное собрание сочинений (США, 2000), «Духовная музыка 5—20 веков» (Армения, 2002). Хор выпустил также трёхдисковый альбом «Fiat Lux» (США, 2009), «Песни Роберта Петросяна» (Армения, 2011). Альбом «Furusato» (США, 2012) посвящён концертному туру по Японии, «20 Years of Music» (США, 2013), «Я помню и требую» (Армения, 2015), «Бенджамин Бриттен — композиции для детских хоров», (Швейцария, 2016), «Душевная песня Японии» (Япония, 2017).
Большинство дисков были удостоены национальным и международным наградам.